# Anass Habib
Pour les articles homonymes, voir Habib.
 (juillet 2010).
 (octobre 2010).
Anass Habib (né en 1980 à Fès), est un chanteur et pédagogue marocain Il vit et travaille à Utrecht.

## Biographie
Anass Habib a vécu en Syrie où il a perfectionné les techniques de chant avec les grands maîtres de Damas et d'Alep. Il a donné des centaines de concerts en Syrie, au Liban, en Turquie, en Tunisie, et dans de nombreuses villes marocaines. 
Plusieurs albums de musiques sacrées ont été produits, notamment Voyage vers le centre intérieur avec des chants arabes soufis, des chants maronites syriaques, des chants sépharades andalous en espagnol comme la Romance d'Abenámar qu'il met en musique, et un « manda » sonore soufi qu'il a composé, avec aussi un répertoire soufi comportant de nombreux poèmes arabes de Hallaj à Rabia. Il interprète par ailleurs Oum Kalsoum, et tout le répertoire de la grande chanteuse libanaise Fairuz. Il est aussi un bon praticien des
chants soufis syriens, des chants maronites du Liban, du cha'abi, des Pâques byzantines orthodoxes ou des mélodies andalouses.